# 58.ª Conferencia de Seguridad de Múnich

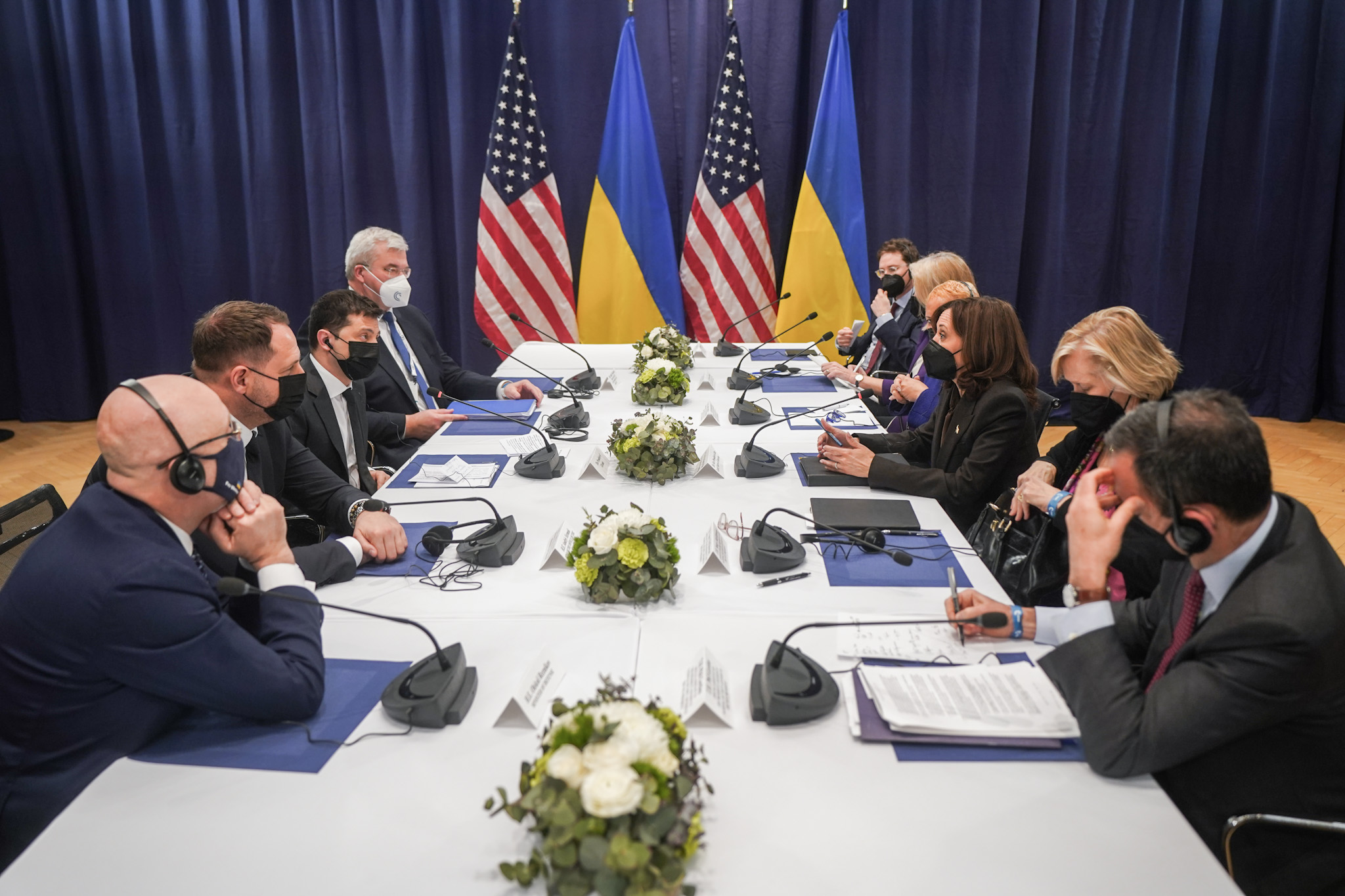
La vicepresidente de Estados Unidos, Kamala Harris, con el presidente de Ucrania, Volodímir Zelenski, en la conferencia.

La 58ª Conferencia de Seguridad de Múnich se celebró en el Hotel Bayerischer Hof entre el 18 y el 20 de febrero de 2022. Debido a la pandemia de COVID 19, la conferencia se celebró bajo estrictas medidas de higiene. Entre otras cosas, el número de participantes se redujo considerablemente. Entre los presentes estaban Olaf Scholz, Wolodymyr Selenskyj, Kamala Harris, António Guterres y Ursula von der Leyen. A pocos días del inicio de la invasión rusa de Ucrania, el inminente conflicto dominó muchos de los debates de la conferencia.  Además, hubo un amplio abanico de actos en los que se destacaron diversos conflictos regionales y se abordaron, entre otros, ámbitos de la seguridad humana; se trataron temas como la salud mundial, la inseguridad alimentaria y la perspectiva de género en la política de seguridad. Al final del acto, Wolfgang Ischinger entregó la presidencia de la Conferencia de Seguridad de Múnich a su sucesor, el embajador Christoph Heusgen.